# Liste der denkmalgeschützten Objekte in Tux (Tirol)
Die Liste der denkmalgeschützten Objekte in Tux enthält die 14 denkmalgeschützten, unbeweglichen Objekte der Gemeinde Tux.

## Denkmäler
| Foto |                 | Denkmal                                                                                         | Standort                                  | Beschreibung | Metadaten |
| ---- | --------------- | ----------------------------------------------------------------------------------------------- | ----------------------------------------- | --- | --- |
| ja   | Datei hochladen | Kreuzigungsgruppe Hintertux HERIS-ID: 97223 Objekt-ID: 112978 TKK: 18468                        | Hintertux Standort KG: Tux                | Die von einer halbkreisförmigen Einfriedung aus Trockenmauerwerk eingefasste Kreuzigungsgruppe stammt aus der ersten Hälfte des 19. Jahrhunderts und wurde 1995 restauriert. Sie besteht aus drei Kreuzen in geschlossenem Bretterkasten, die Kreuzigungsgruppe in der Mitte wird von den beiden Schächern flankiert. | BDA-Hist.: Q37769613 Status: § 2a Stand der BDA-Liste: 2025-06-30 Name: Kreuzigungsgruppe Hintertux GstNr.: 1713/1                                                          |
| ja   | Datei hochladen | Kath. Filialkirche Maria Himmelfahrt HERIS-ID: 55975 Objekt-ID: 64901 TKK: 18476                | neben Hintertux 768 Standort KG: Tux      | Die Filialkirche wurde von 1950 bis 1952 nach einem Lawinenabgang neu errichtet. Das Altarbild stammt noch von der ersten Kapelle um das Jahr 1730. Das Stuckrelief Himmelfahrt Mariens an der Altarwand und die Mensareliefs der vier Evangelisten wurden 1952 von Hans Buchgschwenter geschaffen. Die Glasgemälde mit den hll. Notburga und Wendelin stammen von Josef Widmoser. | BDA-Hist.: Q38069199 Status: § 2a Stand der BDA-Liste: 2025-06-30 Name: Kath. Filialkirche Maria Himmelfahrt GstNr.: .1206 Filialkirche Maria Himmelfahrt (Hintertux)       |
| ja   | Datei hochladen | Kornkasten HERIS-ID: 97222 Objekt-ID: 112977 TKK: 18435                                         | bei Hintertux 774 Standort KG: Tux        | Der zweigeschoßige, in Kantblockbauweise gezimmerte Kornkasten auf Mauerfundament mit schindelgedecktem Satteldach stammt im Kern vermutlich aus dem 16./17. Jahrhundert und wurde um 1975 an den heutigen Standort transloziert. Die beiden Speicherräume sind jeweils giebelseitig von Osten über eine Pfostenstocktüre erschlossen. Das leicht vorkragende Obergeschoß ist über eine hölzerne Freitreppe zugänglich. Im Blockgefüge hat sich die ursprüngliche Befensterung mit kleinen, aus der Blockwand ausgenommenen Schuberluken erhalten. | BDA-Hist.: Q37769602 Status: § 2a Stand der BDA-Liste: 2025-06-30 Name: Kornkasten GstNr.: 1531/1 Getreidekasten Hintertux                                                  |
| ja   | Datei hochladen | Friedhof und Kapelle (Kriegerdenkmal) HERIS-ID: 97221 Objekt-ID: 112975 TKK: 18483, 115745      | gegenüber Lanersbach 456 Standort KG: Tux | Der nordöstlich an die Pfarrkirche hl. Thomas anschließende Friedhof wurde vermutlich im 17. Jahrhundert angelegt. Die Kriegergedächtniskapelle wurde um 1920 zum Gedenken an die Gefallenen des Ersten Weltkriegs errichtet. Der schlichte, barockisierende Bau weist einen dreiseitigen Chorschluss, eine an drei Seiten segmentbogig geöffnete Vorhalle und ein Tonnengewölbe auf. Die Wandmalereien aus der Erbauungszeit stammen vom Wiener Maler Josef Prohaska. In der Apsis befindet sich eine barocke Kreuzigungsgruppe von Gregor Fritz aus der Zeit um 1720/25, die früher im Freien, vermutlich im Friedhof, aufgestellt war. | BDA-Hist.: Q37769594 Status: § 2a Stand der BDA-Liste: 2025-06-30 Name: Friedhof und Kapelle (Kriegerdenkmal) GstNr.: 358, 356/2                                            |
| ja   | Datei hochladen | Kath. Pfarrkirche hl. Thomas mit Aufbahrungshalle HERIS-ID: 55976 Objekt-ID: 64902 TKK: 18482   | bei Lanersbach 473 Standort KG: Tux       | Vom ersten Bau der Pfarrkirche im Jahr 1465 ist noch der gotische Nordturm erhalten; sein Spitzhelm wurde im 18. Jahrhundert erneuert. Das vierjochige Langhaus und der eingezogene Chor wurden 1686 im Barockstil neu erbaut. Der Hochaltar mit einem Bild des heiligen Thomas entstand um 1740. | BDA-Hist.: Q24290628 Status: § 2a Stand der BDA-Liste: 2025-06-30 Name: Kath. Pfarrkirche hl. Thomas mit Aufbahrungshalle GstNr.: .232 Pfarrkirche hl. Thomas (Lanersbach)  |
| ja   | Datei hochladen | Bauernhaus Jörgeler HERIS-ID: 40326 Objekt-ID: 40238 TKK: 18420                                 | Vorderlanersbach 247 Standort KG: Tux     | Das Bauernhaus Jörgeler (auch Jörgler) stammt vermutlich aus dem 16. Jahrhundert, und wurde im 18. und 20. Jahrhundert umgebaut. Das gesamte zweigeschoßige Wohngebäude ist über einem talseitig unterkellerten Bruchsteinfundament in Kantholzblockbauweise gezimmert. Im Blockgefüge ist teils die ursprüngliche Befensterung mit kleinen, aus der Blockwand ausgenommenen Schuberluken sichtbar. Die Erschließung erfolgt traufseitig von Nordosten über einen Mittelflurgrundriss. An der südöstlichen Giebelfassade ist in beiden Geschoßen ein nach zwei Seiten umlaufender Söller mit geschlossener Bretterbrüstung vorgelagert. Das bäuerliche Ensemble in Gemais besteht aus vier Paarhöfen mit Speicherbauten und ist durch Teilung einer ursprünglich hochmittelalterlichen Schwaighofanlage, vermutlich aus dem 13. Jahrhundert, entstanden. | BDA-Hist.: Q37994132 Status: Bescheid Stand der BDA-Liste: 2025-06-30 Name: Bauernhaus Jörgeler GstNr.: .403 Bauernhäuser Gemais                                            |
| ja   | Datei hochladen | Kornkasten beim Jörgeler HERIS-ID: 40327 Objekt-ID: 40239 TKK: 18422                            | bei Vorderlanersbach 247 Standort KG: Tux | Der Kornspeicher des Bauernhauses Jörgeler ist an der Firstpfette mit der Jahreszahl 1732 bezeichnet. Der zweigeschoßige, in Kantblockbau gezimmerte Speicher mit schindelgedecktem Satteldach liegt nordöstlich des Wohngebäudes, seine Erschließung erfolgt giebelseitig von Nordosten über Pfostenstocktüren. Das Obergeschoß wird über eine hölzerne Freitreppe erschlossen. Anfang des 21. Jahrhunderts wurde das Dach saniert. | BDA-Hist.: Q37994144 Status: Bescheid Stand der BDA-Liste: 2025-06-30 Name: Kornkasten beim Jörgeler GstNr.: .402 Bauernhäuser Gemais                                       |
| ja   | Datei hochladen | Kornkasten zu Kucheler, Lippner, Fichtler HERIS-ID: 40331 Objekt-ID: 40243 TKK: 18422           | bei Vorderlanersbach 247 Standort KG: Tux | Der Kornspeicher ist an der Firstpfette mit 1764 bezeichnet. Der zweigeschoßige, in Kantblockbau gezimmerte Speicher hat ein schindelgedecktes Satteldach, die Erschließung erfolgt giebelseitig von Südwesten über Pfostenstocktüren. Ebenerdig gibt es nur einen Raum, das zweite Geschoß mit zwei Räumen wird über eine hölzerne Freitreppe erschlossen. | BDA-Hist.: Q37994184 Status: Bescheid Stand der BDA-Liste: 2025-06-30 Name: Kornkasten zu Kucheler, Lippner, Fichtler GstNr.: .384 Bauernhäuser Gemais                      |
| ja   | Datei hochladen | Wirtschaftsgebäude, Jörgeler und Kuchler HERIS-ID: 40332 Objekt-ID: 40244 TKK: 18423            | bei Vorderlanersbach 249 Standort KG: Tux | Das zweigeschoßige Wirtschaftsgebäude hat ein schindelgedecktes Satteldach, es ist entlang der Firstlinie zwischen den Höfen Jörgler und Kuchler materiell geteilt. Der Baukern stammt vermutlich aus dem 18. Jahrhundert. Das Gebäude ist über einem Bruchsteinfundament in Rundholzblockbauweise gezimmert. Die ebenerdigen Ställe sind jeweils traufseitig erschlossen, die Heulege darüber ist hangseitig von Westen befahrbar. Der nördliche Teil hat einen vorgelagerten eingeschoßigen Kleintierstall mit Satteldach. | BDA-Hist.: Q37994193 Status: Bescheid Stand der BDA-Liste: 2025-06-30 Name: Wirtschaftsgebäude, Jörgeler und Lippner GstNr.: .386, .387 Bauernhäuser Gemais                 |
| ja   | Datei hochladen | Bauernhof Kristler mit Stall, Stadel und Kornkasten HERIS-ID: 40328 Objekt-ID: 40240 TKK: 18424 | Vorderlanersbach 248 Standort KG: Tux     | Das zweigeschoßiges Wohngebäude des Bauernhofs Kristler (auch Christler) hat ein schindelgedecktes Satteldach, über einem talseitig unterkellerten Bruchsteinfundament ist der gesamte Baukörper in Kantholzblockbaubauweise gezimmert. Die Erschließung erfolgt giebelseitig von Südwesten über einen Mittelflurgrundriss. An der Eingangsfassade ist in beiden Geschoßen ein nach zwei Seiten umlaufender Söller vorgelagert, im Obergeschoß mit geschlossener Bretterbrüstung. An der nordöstlichen Giebelseite ein Verbindungsgang zum anschließenden Kornspeicher. Im Inneren des Hofs ein Türsturz mit der Jahreszahl 1786. Das zweigeschoßiges Wirtschaftsgebäude befindet sich nördlich des Wohnhauses, es hat ein schindelgedecktes Satteldach und ist an der Firstpfette inschriftlich mit 1769 datiert. Es ist über einem Bruchsteinfundament in Kantholzblockbauweise gezimmert, der ebenerdige Stall ist traufseitig erschlossen, die Heulege darüber mit eingebauter Machkammer hangseitig von Westen befahrbar. An der Nordwestecke befindet sich ein eingeschoßiger Anbau mit Hühnerstall und Holzlege, ein zweiter Kleintierstall mit Pultdach ist an der südlichen Traufseite angestellt. Der Kornspeicher ist ebenfalls zweigeschoßig, in Kantblockbau gezimmert, und hat ein schindelgedecktes Satteldach. Bauinschriften von 1704 an der Firstpfette und von 1741 am Türsturz im Erdgeschoß. Der barockzeitliche Speicher ist kartografisch am heutigen Standort 1855 nicht dokumentiert, er wurde erst in der Folge durch Translozierung als nordwestseitiger Anbau an das Wohngebäude angestellt. Die Erschließung erfolgt giebelseitig von Nordosten über Pfostenstocktüren. Im Blockgefüge ist die ursprüngliche Befensterung mit kleinen, aus der Blockwand ausgenommenen Schuberluken erhalten. | BDA-Hist.: Q37994158 Status: Bescheid Stand der BDA-Liste: 2025-06-30 Name: Bauernhof Kristler mit Stall, Stadel und Kornkasten GstNr.: .391, .392, 650 Bauernhäuser Gemais |
| ja   | Datei hochladen | Bauernhaus Beim Lippner HERIS-ID: 40330 Objekt-ID: 40242 TKK: 18428                             | Vorderlanersbach 249 Standort KG: Tux     | Das zweigeschoßige Wohngebäude des Baunerhauses Lippner hat ein schindelgedecktes Satteldach. Über teilunterkellertem Bruchsteinfundament ist der gesamte Baukörper in Kantholzblockbaubauweise gezimmert. Die Erschließung erfolgt giebelseitig von Nordwesten über einen Mittelflurgrundriss. An der Eingangsfassade ist in beiden Geschoßen ein nach zwei Seiten umlaufender Söller mit geschlossener Bretterbrüstung vorgelagert. Im Blockgefüge ist teilweise die ursprüngliche Befensterung mit kleinen, aus der Blockwand ausgenommenen Schuberluken sichtbar, einige Fenster haben barockzeitliche Butzenscheibenverglasung. Die Firstpfette ist an der Untersicht inschriftlich 1782 datiert, im Inneren Rauchküche und Stube mit Jahreszahl 1785. | BDA-Hist.: Q37994175 Status: Bescheid Stand der BDA-Liste: 2025-06-30 Name: Bauernhaus Beim Lippner GstNr.: .389 Farmhouse Lippner, Gemais                                  |
| ja   | Datei hochladen | Bauernhaus Beim Kucheler HERIS-ID: 40329 Objekt-ID: 40241 TKK: 18431                            | Vorderlanersbach 250 Standort KG: Tux     | Das zweigeschoßige Wohngebäude Kucheler (auch Kuchler) hat ein schindelgedecktes Satteldach. Über einem teilunterkellerten Bruchsteinfundament ist der gesamte Baukörper in Kantholzblockbaubauweise gezimmert. Die Erschließung erfolgt giebelseitig von Südwesten über einen Seitenflur, der über eine hölzerne Freitreppe erreichbar ist. An der Eingangsfassade ist in beiden Geschoßen ein nach zwei Seiten umlaufender Söller mitgeschlossener Bretterbrüstung vorgelagert. Die Firstpfette ist mit der Jahreszahl 1902 datiert. | BDA-Hist.: Q37994169 Status: Bescheid Stand der BDA-Liste: 2025-06-30 Name: Bauernhaus Beim Kucheler GstNr.: .390 Bauernhäuser Gemais                                       |
| ja   | Datei hochladen | Kapelle Mariahilf/Tresterkirche HERIS-ID: 55977 Objekt-ID: 64903 TKK: 18478                     | bei Vorderlanersbach 261 Standort KG: Tux | Die Tresterkapelle (auch Testerkapelle) liegt an der Hauptstraße neben dem historischen Testerhof. Im 16. Jahrhundert war an dieser Stelle ein Bildstock, die Kapelle wurde 1720 erstmals urkundlich erwähnt und erhielt 1758 die Messlizenz. Der heutige kleine Kirchenbau des Nachbarock datiert aus dem Jahre 1809. Geschweifte Giebelfassade, Kirchenschiff dreijochig, Chor im 5/8-Schluss. Der Turm mit Zwiebelhaube wurde 1963 neuerrichtet. Die Wand- und Deckenmalerei ist frühes 19. Jahrhundert, Öl auf Wand (vielleicht Übermalung). In einer Vitrine befinden sich 28 Motivbilder aus Holz. Heute auch evangelische Predigtstation der Erlöserkirche Jenbach. | BDA-Hist.: Q38069210 Status: § 2a Stand der BDA-Liste: 2025-06-30 Name: Kapelle Mariahilf/Tresterkirche GstNr.: .348 Tresterkapelle                                         |
| ja   | Datei hochladen | Tuxer Getreidemühle HERIS-ID: 97227 Objekt-ID: 112982 TKK: 18461                                | Juns 633 Standort KG: Tux                 | Die urkundlich 1925 belegte Mühle wurde laut Bauinschrift an der Firstpfette 1839 erbaut und vermutlich nach 1855 an den heutigen Standort transloziert. Der Betrieb wurde um 1955 eingestellt, 1979 wurde sie als Schaumühle reaktiviert. Die zweigängige Getreidemühle ist ein eingeschoßiger Kantblockbau mit flachem Legschindeldach. Der Zugang erfolgt von der nordöstlichen Giebelseite. Das Betriebswasser wird über ein auf Böcken gelagertes Holzgerinne auf die zwei unterschlächtigen Wasserräder an der südwestlichen Giebelseite geführt, die Radstube ist mit einem Pultdach überdacht. | BDA-Hist.: Q37769631 Status: Bescheid Stand der BDA-Liste: 2025-06-30 Name: Tuxer Getreidemühle GstNr.: .982 Tuxer Mühle                                                    |